# Moravská Huzová
Moravská Huzová (německy Mährisch Hause, původně uváděno jako Böhmischhause) je bývalá obec, v současnosti místní část města Štěpánov v okrese Olomouc nacházející se asi 2 km východně od centra obce. Její osadou jsou Benátky, dříve k ní patřilo i Stádlo.

## Charakteristika
Přestože se jedná o jednotnou místní část, nelze v žádném případě hovořit o jedné vesnici, neboť se jedná o tři urbanisticky oddělené a plně samostatné vesnické celky (zároveň základní sídelní jednotky), jimiž jsou Moravská Huzová, podstatně menší severně položené Stádlo a nejjižněji položená osada Benátky. Zatímco Moravská Huzová i Stádlo leží na potoku Sitka, jenž jimi protéká přibližně od severu k jihu, osada Benátky leží na říčce Oskavě. Moravskou Huzovou a Benátky dělí vzdálenost přibližně 1,72 km, zatímco z Moravské Huzové do Stádla je to jen asi 1,3 km. Moravská Huzová a Benátky mají společné katastrální území Moravská Huzová o rozloze 653,85 hektarů, katastrální území Stádlo má rozlohu 217,58 hektarů; dohromady má tedy celá místní část rozlohu 871,84 hektarů.

## Název
Moravská Huzová: Původní podoba jména vsi byla Huzova, což bylo přivlastňovací přídavné jméno od osobního jména Huz (starší podoba Guz vychází z praslovanského gǫzъ označujícího kulaté a vystouplé části těla, například hýždě, bouli, hrb). Význam místního jména tedy byl „Huzova ves“. Tvar Huzová poprvé doložen ze 17. století. Při přejetí jména do němčiny došlo ke ztotožnění s obecným hûs (novoněmecky Haus – „dům“). Z počátku 17. století poprvé doložen přívlastek Moravská na rozlišení od Německé Huzové, v němčině se od 17. století střídaly přívlastky Böhmisch („Česká“) a Mährisch („Moravská“). Začátkem 20. století se v češtině užíval tvar Húzová.
Benátky: Místní jméno vzniklo přenesením jména italských Benátek, v celé Evropě známého města. Ve střední Evropě se tímto jménem označovaly mokřiny a bažinatá místa. Německé jméno vzniklo z českého spojení z Benátek.
Stádlo: Jméno vesnice je totožné s obecným stádlo – „místo, kde stojí dobytek, nebo kde je ohrada pro něj“. Z jeho zdrobněliny stadlcě (v nejstarším dokladu z roku 1296) se hláskově vyvinula podoba Stadlice doložená 1371. Další písemné doklady však mají vždy Stádlo. Německé jméno vzniklo z českého.

## Historický přehled

### Moravská Huzová
V letech 1924–1925 bylo poblíž Moravské Huzové odkryto rozlehlé popelnicové pohřebiště. První písemná zmínka o vesnici Moravská Huzová pochází z listiny olomouckého biskupa Jindřicha Zdíka z roku 1141. Původně ves náležela moravskému markraběti, který ji roku 1239 věnoval nižšímu šlechtici. Od roku 1397 do roku 1848 pak byla Moravská Huzová součástí šternberského panství.
Od roku 1850 do roku 1973 byla Moravská Huzová samostatnou obcí náležející do roku 1948 k politickému a soudnímu okresu Šternberk. Roku 1916 byla provedena elektrifikace obce. Roku 1919 byla k Moravské Huzové připojena do té doby samostatná obec Stádlo, která k ní náležela do roku 1938, a poté trvale od roku 1945. Roku 1921 byl v obci založen Sokol. Po Mnichovu byla obec dočasně (8. 10. – 20. 11. 1938) okupována německým Wehrmachtem. Po zrušení zemského zřízení náležela obec v letech 1949–1960 k okresu Šternberk, poté od roku 1960 k okresu Olomouc. Roku 1955 vzniklo v obci Jednotné zemědělské družstvo, které se roku 1961 sloučilo s JZD Benátky a JZD Stádlo. Roku 1974 patřilo zdejší JZD k JZD Hnojice, od roku 1978 k JZD Štěpánov. Od 1. července 1974 je Moravská Huzová součástí obce Štěpánov. Roku 1994 byla v Moravské Huzové dokončena plynofikace.
Z pamětihodností se zde nachází především kostel sv. Floriána. Dále socha sv. Jana Nepomuckého a několik božích muk.

### Benátky
Německý název osady zní Benatek. První zmínka o Benátkách, které nebyly nikdy samostatnou obcí, ale vždy náležely k Moravské Huzové, pochází z roku 1397. Roku 1409 byly Benátky podřízeny pravomoci městského soudu ve Šternberku a staly se součástí obvodu mílového práva města. Roku 1412 pochází prvá písemná zmínka o zdejším vodním mlýnu. Z let 1671 až 1674 se zachovalo pět listin o záplavách v Benátkách a Dolním Štěpánově, způsobených řekou Oskavou. Od roku 1850 byly Benátky osadou Moravské Huzové. Roku 1912 byl zdejší vodní mlýn převeden na motorový pohon. V roce 1935 se osada dočkala elektrifikace. Při osvobozovacích bojích byly Benátky roku 1945 vážně poškozeny. V roce 1956 vzniklo v Benátkách Jednotné zemědělské družstvo, které bylo roku 1961 sloučeno s JZD Moravská Huzová, roku 1974 s JZD Hnojice a od roku 1978 začleněno do JZD Štěpánov. Od 1. července 1974 tvoří Benátky základní sídelní jednotku obce Štěpánov. Roku 1994 byla v Benátkách dokončena plynofikace.
Pamětihodností je v Benátkách zejména kaple sv. Gotharda z 19. století.

### Stádlo
Německý název vesnice zní Staadl. První písemná zmínka o vesnici Stádlo pochází z roku 1296. Vesnice vždy náležela ke šternberskému panství. Po zrušení poddanství pak do roku 1919 bylo Stádlo samostatnou obcí, poté připojenou k Moravské Huzové. Roku 1938 se Stádlo podle Mnichovské dohody stalo součástí nacistického Německa jako opět samostatná obec, v letech 1939–1945 náležející v rámci zemského okresu Šternberk k Sudetské župě. Po skončení druhé světové války se roku 1945 opět stalo součástí Moravské Huzové a zdejší Němci byli odsunuti do Německa. Roku 1956 zde bylo založeno JZD, které se roku 1961 sloučilo s JZD Benátky a JZD Moravská Huzová. Od roku 1974 náleželo zdejší JZD k JZD Hnojice a od roku 1978 k JZD Štěpánov. Od 1. července 1974 náleží Stádlo ke Štěpánovu.
Ve Stádle se nalézá kaple sv. Floriána z roku 1829, několik zachovalých statků a dva kříže.
| Rok      | 1869 | 1880 | 1890 | 1900 | 1910 | 1921 | 1930 | 1950 | 1961 | 1970 | 1980 | 1991 | 2001 | 2011 |
| -------- | ---- | ---- | ---- | ---- | ---- | ---- | ---- | ---- | ---- | ---- | ---- | ---- | ---- | ---- |
| Obyvatel | 757  | 809  | 853  | 851  | 817  | 815  | 882  | 606  | 666  | 594  | 571  | 525  | 540  | 550  |
| Domů     | 104  | 112  | 117  | 121  | 124  | 128  | 153  | 165  | 167  | 155  | 159  | 168  | 184  | 193  |

1. ↑  Uvedeno včetně Benátek a Stádla.
2. ↑  Z toho 579 osob národnosti československé a 11 německé v Moravské Huzové, 108 osob národnosti československé, 69 německé a 2 ostatní ve Stádle a 107 osob národnosti československé, 1 německé a 5 ostatních v Benátkách.[13]
3. ↑  Z toho Moravská Huzová 348, Stádlo 120 a Benátky 82 obyvatel.
4. ↑  Z toho Moravská Huzová 119, Stádlo 45 a Benátky 29 domů.